# Günter Schröder (Fußballspieler)
Günter Schröder (* 11. August 1940; † 5. September 2023) war ein deutscher Fußballspieler. Der Verteidiger absolvierte für Borussia Neunkirchen von 1964 bis 1966 in der Fußball-Bundesliga 60 Ligaspiele.

## Karriere
Der aus dem eigenen Nachwuchs gekommene Günter Schröder debütierte am 15. Oktober 1961 im Heimspiel gegen den BSC Oppau unter Trainer Alfred Preißler im heimischen Ellenfeldstadion in der damals erstklassigen Fußball-Oberliga Südwest. Beim 2:2-Remis bildete er zusammen mit Horst Kirsch (Torhüter), Hans Schreier (Verteidiger) und der Läuferreihe mit Achim Melcher, Erich Leist und Dieter Schock die Defensive der Mannschaft aus der „Stadt der Kohle und des Eisens.“ Die Elf aus dem Saarland gewann die Meisterschaft und zog in die Endrunde um die deutsche Fußballmeisterschaft ein; der Nachwuchsspieler hatte 21 Oberligaspiele bestritten und Mittelstürmer Rudi Dörrenbächer 37 Tore erzielt. In der Endrunde war Schröder in allen drei Spielen gegen den FC Schalke 04 (2:3), 1. FC Nürnberg (2:3) und Tasmania 1900 Berlin (0:1) im Einsatz. Gegen Schalke und Nürnberg verspielten die Preißler-Schützlinge jeweils einen 2:0-Vorsprung. Im letzten Jahr des alten erstklassigen Oberligasystems, 1962/63, kamen die Borussen zur Vizemeisterschaft und Schröder hatte in 28 Spielen in der Verteidigung gestanden. In die Endrunde 1963 startete er mit seinen Mannschaftskameraden am 25. Mai mit einem 3:0-Startsieg gegen den Hamburger SV. Er hatte dabei die Aufgabe den Nationallinksaußen Gert Dörfel zu bewachen. Durch einen weiteren Heimsieg – 2:1 gegen die Elf von Max Merkel, 1860 München – und zwei Remis gegen Borussia Dortmund und den Hamburger SV, erreichten der Südwestvizemeister respektable 6:6 Punkte. Schröder war in allen sechs Gruppenspielen aktiv. In den letzten zwei Jahren der erstklassigen Oberligaära, 1961 bis 1963, absolvierte der Verteidiger 49 Ligaspiele und neun Endrundenspiele.
Da Neunkirchen nicht zur Debütrunde der neuen Fußball-Bundesliga, 1963/64, nominiert worden war, aus dem Südwesten wurden der 1. FC Kaiserslautern und der 1. FC Saarbrücken in die neue Ligakonzentration aufgenommen, spielten Schröder und Kollegen in der ebenfalls neu zum Start gebrachten Fußball-Regionalliga Südwest. Nach 38 Spieltagen feierten die Borussen unter dem neuen Trainer Horst Buhtz mit 106:32 Toren und 60:16 Punkten die Meisterschaft und damit den Einzug in die erste Bundesligaaufstiegsrunde. Schröder hatte in 36 Regionalligaeinsätzen zwei Tore erzielt. Der Start in die Aufstiegsrunde ging aber durch eine 1:5-Niederlage am 6. Juni 1964 bei Tasmania 1900 Berlin, unter der Schiedsrichterleitung von Rudolf Kreitlein, deutlich daneben. Tas-Mittelstürmer Heinz Fischer erzielte dabei drei Tore und war am Ende der Aufstiegsrunde, gemeinsam mit Walter Rodekamp von Hannover 96, mit jeweils sieben Treffern der Rekordtorschütze. Schröder und Erwin Glod waren vor Torhüter Willi Ertz das Verteidigerpaar. Nach der Heimniederlage mit 0:1 Toren am 14. Juni gegen den Aufstiegsfavoriten FC Bayern München, schien nach dem dritten Spieltag der Aufstiegszug für Neunkirchen davongefahren. Der postwendend geglückte 2:0-Sieg im Rückspiel am 20. Juni in München brachte die Saarländer wieder ins Rennen. Die Abwehr um Ertz, Schröder, Schreier, Glod, Leist und Schock legte dabei den Grundstein gegen das junge Großtalent Franz Beckenbauer und die zwei Bayern-Torjäger Rainer Ohlhauser und Dieter Brenninger. Durch die sensationelle 0:3-Niederlage der Münchner (Torhüter Fritz Kosar stürmte auf Rechtsaußen) bei Tasmania Berlin (zweifacher Torschütze: Mittelstürmer Fischer) – die Borussen gewannen zeitgleich durch ein Tor in der 85. Minute durch Karl Ringel ihr Spiel beim FC St. Pauli mit 1:0 Toren – schob sich Neunkirchen mit einem Punkt Vorsprung am FC Bayern vorbei. Am letzten Spieltag, den 28. Juni, wurde vor 38.000 Zuschauern im Ellenfeldstadion durch einen 1:0-Heimerfolg gegen die Berliner der Aufstieg perfekt gemacht.
In die Bundesliga starteten Schröder und die Borussia mit 0:6 Punkten; gegen den 1. FC Nürnberg (0:2), Borussia Dortmund (1:2) und Titelverteidiger 1. FC Köln (3:4) gab es zum Start drei Niederlagen. In Köln nach einer 2:0-Führung. Im zweiten Heimspiel, am 12. September 1964, konnte durch einen 3:1-Erfolg gegen den Hamburger SV der erste doppelte Punktgewinn in der Bundesliga umgesetzt werden. Schröder bekämpfte dabei hauptsächlich den HSV-Ersatzlinksaußen Andy Mate. Mit einem weiteren 3:1-Heimerfolg am 15. Mai 1965 beendeten die Saarländer die Bundesligasaison 1964/65 auf dem 10. Rang und Schröder hatte wie die Mitspieler Erich Leist, Dieter Schock, Hans Schreier und Elmar May dabei alle 30 Rundenspiele für die Borussen absolviert.
Im zweiten Bundesligajahr 1965/66 konnte Neunkirchen die Leistung des Vorjahres nicht wiederholen. Bereits am vierten Spieltag, den 4. September 1965, kam es zur ersten hohen Niederlage; beim Aufsteiger Bayern München verlor Neunkirchen mit 0:6 Toren. Vom sechsten Spieltag (0:6-Niederlage bei Hannover 96) bis zum 13. Spieltag (1:6-Heimniederlage gegen Eintracht Frankfurt) gab es acht Niederlagen in Folge und Neunkirchen stand mit 4:22 Punkten auf dem 17. Rang. Mit einem 1:0-Heimerfolg gegen den Karlsruher SC beendeten Schröder und Kollegen am 28. Mai 1966 als Vorletzter die Runde und waren damit in die Regionalliga Südwest abgestiegen. Der Verteidiger hatte 30 Ligaspiele absolviert.
Beim Titelgewinn 1966/67 in der Südwestliga konnte er verletzungsbedingt in nur acht Spielen mitwirken. Die ersten sieben Rundenspiele war er durchgehend im Einsatz gewesen; am 9. Oktober 1966 zog sich Schröder beim 3:2-Heimerfolg gegen Eintracht Trier eine langwierige Verletzung zu, die bewirkte, dass er seinen achten Rundeneinsatz erst am 12. Februar 1967 beim Heimspiel gegen den FC Homburg bestreiten konnte. In der erfolgreichen Aufstiegsrunde agierte Trainer Željko Čajkovski mit dem Verteidigerpaar Gerd Regitz und Peter Czernotzky; Schröder kam nicht mehr zum Einsatz. Auch 1967/68 verlief ohne Pflichtspieleinsatz.
Er spielte zwischen 1961 und 1968 für Borussia Neunkirchen in der Oberliga, in der Regionalliga sowie in der Bundesliga. Mit der Borussia schaffte er zweimal den Aufstieg in die Bundesliga.
1968 wurde er Spielertrainer beim VfR Schiffweiler, 1970 kehrte er zur Borussia Neunkirchen zurück und lief noch für die zweite Mannschaft des Klubs auf.

## Sonstiges
Schröder arbeitete als Bau- und Möbelschreiner. Nach seiner Karriere als Fußballspieler spielte er gemeinsam mit seinem Mannschaftskollegen Hennes Schreier in der ARD-Serie Fußballtrainer Wulff an der Seite von Horst Niendorf und Kurt Schmidtchen. Anlässlich des 50-jährigen Jubiläums der Bundesliga wurde Schröder 2013 in eine „Saarland-Jubiläums-Elf“ gewählt. Zur Wahl, die von dem Ellenfeld e.V. und dem Saarpark-Center organisiert worden war, standen alle Saarländer, die seit 1963 in der Bundesliga gespielt hatten.